# Ajoén

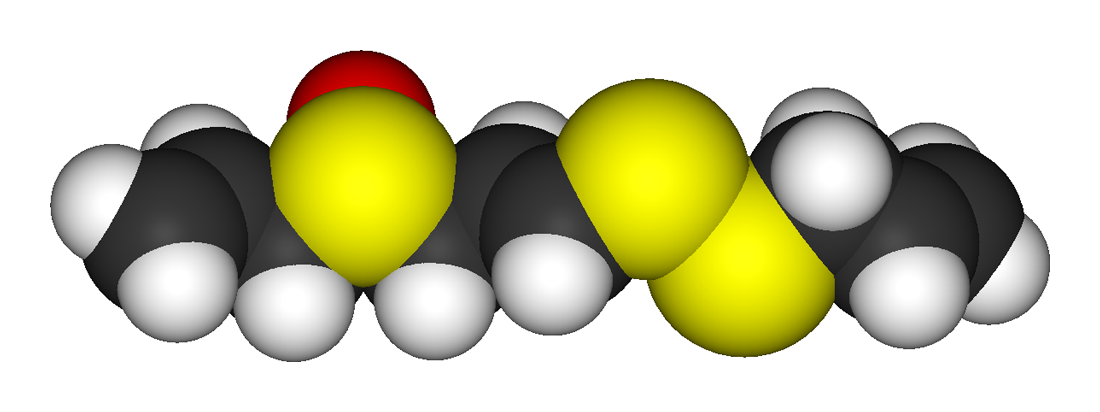

Az ajoén a fokhagymában (Allium sativum) található vegyület. Két izomer, az E- és Z-4,5,9-tritiadodeka-1,6,11-trién-9-oxid keveréke.
Telítetlen diszulfid, három allicin molekulából alakul ki. Szulfinil vegyület. Az ajoén okozza a fokhagyma erős szagát és ízét, a fokhagyma macerátumában a legstabilabb (aprított fokhagyma étolajban). Széles spektrumú antimikrobiális (antibakteriális és antifungális) hatása van. Segít megelőzni a Candida-fertőzést és a gombás láb kialakulását.